# Делоне, Шарль-Эжен
Шарль-Эжен Делоне (фр. Charles-Eugène Delaunay; 9 апреля 1816 — 5 августа 1872) — французский астроном и математик. Его исследования в области теории движения Луны стали весомым вкладом как в развитие теории движения планет, так и в области математики.
Член Парижской академии наук (1855), Лондонского королевского общества (1869), иностранный член-корреспондент Петербургской академии наук (1871), член Бюро долгот с 1862.

## Краткая биография
Родился в Люзиньи-на-Барсе во Франции, Делоне обучался у Био в Сорбонне. Он работал над теорией движения Луны, рассматривая её как особый случай задачи трёх тел. Свои работы по данному вопросу он публиковал в 1860 и 1867 годах (каждая объёмом более 900 страниц). Его бесконечные ряды для вычисления позиции Луны имели очень медленную сходимость, что помешало их широкому использованию. Но работы Делоне подтолкнули развитие функционального анализа и компьютерной алгебры (computer algebra).
Делоне стал директором Парижской обсерватории в 1870 году. Двумя годами позднее он утонул в результате кораблекрушения недалеко от Шербура.

## Награды
- Золотая медаль Королевского астрономического общества, 1870.

## Память
В 1935 году Международный астрономический союз присвоил имя Делоне кратеру на видимой стороне Луны.